# Paul de Forges
Paul de Forges, né le 28 juin 1912 à Nantes (Loire-Atlantique) et mort pour la France le 31 août 1943 dans la région d'Ielnya, près de Smolensk en URSS, était un aviateur français. Pilote de raids dans l’Entre-deux-guerres, il devint pilote militaire durant la Seconde Guerre mondiale, et fit partie du Régiment de chasse Normandie-Niemen sur le front de l'Est.

## Biographie
Paul de Forges devance l'appel sous les drapeaux en mars 1929 et, après une formation à l’École Pratique de l'Aviation à Istres, devient sergent pilote. Il est affecté au 1er Groupe d'aviation d'Afrique. Il est libéré en septembre 1931.
Issu d'une famille aisée, passionné par l'aviation (il a son brevet civil) et les voyages, adulée par sa mère Madame la comtesse de Forges, il fait de nombreux voyages en avion après son service militaire.
Il rencontre le pilote Maurice Finat avec qui il tente le record de vitesse sur la liaison Paris-Madagascar en mars 1935. Très grièvement blessé après la chute de son Farman 359 (Maurice Finat est tué), il s'en sort miraculeusement.
En avril 1936, le bouillant pilote intègre une équipe qui va effectuer une mission de 3 mois à destination des Indes (Bombay) via Damas. Une panne d'alimentation l'oblige à poser acrobatiquement mais d'une main de fer son Farman 190 sur le flanc d'une colline. Ils doivent décharger l'avion au maximum afin que celui-ci puisse décoller tout aussi acrobatiquement. Ils rejoignent Paris en juin 1936.
Il est rappelé sous les drapeaux en décembre 1937. Nommé au grade de lieutenant, il rejoint le Groupe de reconnaissance I/33 dépendant de la 33ème escadre de reconnaissance (probablement sur Potez 542). Lors d'une mission en décembre 1939, ces 2 camarades et lui sont attaqués par un chasseur allemand Me 109. Il est blessé au bras mais réussi à poser l'appareil. Tous les 3 sont faits prisonniers. Il est rapatrié sanitaire en mars 1941.
Voulant continuer le combat, il s'échappe pour l'Angleterre via l'Espagne. En janvier 1943, il s'engage dans les Forces Aériennes de la France Libre (FAFL). Volontaire pour le régiment Normandie-Niemen, il combat dès juin 1943 contre les Allemands sur le front de l'est. Il est capitaine et titulaire de 2 victoires homologuées et 1 en collaboration (en tout : 1 Me 110, 1 Me 109, 1 Ju 88). En août 1943, le capitaine de Forges est porté disparu à bord de son Yak 9 après un combat contre un chasseur allemand FW 190 avec son camarade l'aspirant de Sibour dans les environs de Smolensk.
En 1999, des fouilles ont permis de retrouver son appareil. Il reste un doute sur une découverte de restes de son corps,,.

## Distinctions
- Chevalier de la Légion d'honneur
- Croix de guerre 1939-1945
- Médaille de la Résistance française
- Médaille des blessés de guerre
- Ordre de la Guerre patriotique de 1re classe (URSS)

## Hommages
À Allaire (Morbihan), il y a une rue « Paul de Forges ».
À La Baule (Loire-Atlantique), il existe une « Avenue du capitaine de Forges ».
La partie arrière du Yak 9 du capitaine de Forges est exposée au mémorial du Normandie-Niemen des Andelys.
Le capitaine de Forges est le sujet du film "l'inconnu du Normandie-Niemen" (1998).